# Napad na Pearl Harbor
Japanski zračni napad na Pearl Harbor (američka luka na havajskome otoku Oahu) gdje se na sidrištu nalazio veći dio ukupne američke pacifičke flote počeo je 7. prosinca 1941. u 7,50 h. 
Taj napad smatra se povodom za ulazak Sjedinjenih Američkih država, koje su do tada u sukobu bile neutralne, u Drugi svjetski rat. 
Ovaj iznenadni napad koji je uslijedio bez prethodne objave rata, uništio je veliki dio američke borbene flote što je Japancima omogućilo višemjesečnu potpunu prevlast na Pacifiku. Tako je, kao dio Drugoga svjetskoga rata, počeo rat na Pacifiku.
Istovremeno s ovim napadom, Japanci su otpočeli ofanzivu protiv britanskih i nizozemskih kolonija u Jugoistočnoj Aziji, čime se Drugi svjetski rat doista pretvorio u rat globalnih razmjera.
Pored toga, napad na Pearl Harbor često se smatra i prvom pomorskom bitkom u kojoj su nosači aviona zamijenili bojne brodove kao dominirajući element bitke.

## Pozadina sukoba
Odnosi SAD-a i Carskoga Japana su se početkom 1940-ih uvelike pogoršali. Japan je već 1930-ih počeo komadati Kinu bez odobravanja SAD-a i europskih kolonijalnih sila, a kada su japanske trupe zauzele Francusku Indokinu, Amerika je odlučila nametnuti Japancima embargo na uvoz goriva. Japanu tako ni Nizozemska nije smjela davati gorivo koje je bilo potrebno Japancima za nastavak rata u Kini i ekspanziju gospodarstva. Rat je zbog toga bio neizbježan jer Japanci nisu željeli popustiti pred zahtjevima Amerikanaca da napuste cijelu Kinu.

## Japanska priprema
Japanci su brižljivo pripremili akciju napada zrakoplovstva na američku pomorsku bazu Pearl Harbor (na otoku Oahu dijelu Havajskog otočja). Piloti su se dugo pripremali za taj napad učestalim vježbama dok su japanski špijuni dostavili podatke o položaju brodova. Neposredno prije napada Japanci su poslali i izviđački zrakoplov koji je javio pozicije američkih brodova i zrakoplovnih baza. Za napad u relativno plitkoj vodi luke, Japanci su modificirali svoja torpeda drvenim krilcima na kraju torpeda tako da ne udari u dno. Amerikanci su znali da će izbiti rat s Carskim Japanom, no nisu mogli ni zamisliti da će Japanci napasti njihovu bazu na Pearl Harboru zrakoplovima s nosača aviona. U Pearl Harbouru su koncentrirali većinu svojih bojnih brodova misleći da su ondje sigurni i spremni za djelovanje kada Japanci napadnu Filipine. Velika Britanija još je više podcjenjivla snagu i sposobnost japanske mornarice i zrakoplovstva pa je u Hong Kong poslala pojačanja koja, kada je rat izbio, nije mogla opskrbljivati. Jedino je SSSR znao za potencijalnu snagu Japana pa je na Dalekom Istoku imao poprilično velike vojne snage umjesto da ih koristi protiv Hitlera u Europi. 
Japanska flota primicala se Havajima u geografskim širinama gdje plovidba nije bila uobičajena zbog snažnih vjetrova i visokih valova. Ta ruta je odabrana zato da Amerikanci ne bi saznali za primicanje snažnog flotnog sastava čija su udarna snaga bili šest velikih nosača zrakoplova: Akagi, Hiryu, Kaga, Shokaku, Soryu i Zuikaku. Havajima su se primakle i japanske podmornice koje su imale zadatak probiti se u luku i napasti brodove. Napadom je zapovijedao Isoroku Yamamoto jedan od najsposobnijih admirala Japana. 

## Tijek napada
Prvo su se džepne podmornice pokušale probiti u luku, no to im ili nije uspjelo ili su pak promašile mete. Japansko zrakoplovstvo s nosača je luku napalo oko 7 h i 40 min po lokalnom vremenu. Iako su Amerikanci posjedovali radar te njime zamijetili dolazak velikih formacija zrakoplova nikakva uzbuna u bazi nije podignuta sve dok Japanci nisu počeli zasipati vojne objekte (luku, aerodrome i hangare) bombama i torpedima. Iznenađenje je bilo potpuno, a Japanci su u kratkom roku uništiti i oštetiti gotovo sve američke zrakoplove na sletnim stazama. Američki brodovi su bili poredani u luci jedan uz drugog kao u mirnodopskim uvjetima te su ih japanski bombmarderi i torpedni zrakoplovi jedan za drugim potapali. U 8h 50 min uslijedio je i drugi napad koji je završio započeto. Sveukupno je u borbama sudjelovalo više od 300 japanskih zrakoplova. 
Japanci su izgubili u akciji 29 zrakoplova, 5 džepnih podmornica, oko 60 ubijenih pilota i podmorničara te jednog podmorničara koji je zarobljen. Amerikanci su imali gotovo 2400 ubijenih mornara, vojnika i pilota, gotovo 200 zrakoplova je uništeno ili oštećeno. Bojni brodovi u luci su bili oštećeni od kojih Oklahoma i Arizona te zastarjeli Utah više nikada nisu sudjelovali u borbama. Ostali su popravljeni te su korišteni u kasnijim okršajima u Drugom svjetskom ratu.
Posljedice napada su bile sljedeće: SAD je navijestio rat Japanu (Japanci su to već formalno učinili diplomatskom notom za vrijeme napada) i tako prekinuo godine izolacionizma. Japanci nisu uništili infrastrukturu luke niti potopili nosače zrakoplova koji su bili izvan nje, ali američka flota više nije bila u stanju da zaustavi njihovo zauzimanje Filipina, Hong Konga te jugoistočne Azije. Kasnije su Amerikanci uspjeli uvjeriti ostatak svijeta da je taj napad bio ratni zločin što im je postao jedan od argumenata za bacanje atomske bombe na Hiroshimu i Nagasaki. To je zaista zapanjujuće jer je Pearl Harbor vojna luka, a u samom napadu poginulo je tek 68 civila. Grad Honolulu koji se nalazi u blizini uopće nije bio bombardiran.

## Posljedice
Sami napad na Pearl Harbor je proizveo, ili bolje reći, pokazao svijetu dvije velike sile. Prva, žrtva napada, SAD, postaje probuđeni div, te u Pearl Harboru dobiva glavni motiv za ulazak u rat. Napadač, Japan, u tom napadu predstavlja se svijetu kao nova pomorska, zračna, tehnološki i vojno općenito jaka sila, koja je ipak u tom napadu potpisala svoju smrtnu presudu, jer je 99% uzrok japanskog poraza bio kasniji američki protunapad (ne računajući onaj Dolittleov koji je imao više propagandni, nego strateški cilj), uključujući bacanje atomskih bombi koje su na kraju dovele do japanske kapitulacije i temeljne promjene strukture vlasti i gospodarstva, te ukidanje, do tada vladajućeg militarizma.

## Zanimljivosti
Nije općepoznato da su zapravo Amerikanci ispalili prve hice u Pearl Harbouru. Poslije ponoći,  Japanci su ispustili svoje najnovije i najtajnije oružje. Bile su to mini podmornice koje su ispuštene s velikih podmornica japanke carske flote. Zadatak tih podmornica je bio da uđu u samu luku te sa svoja dva torpeda koja su nosile unište američko brodovlje. Za upravljanje podmornicama izabrani su najbolji od najboljih no podmornice su potopljene ili su se nasukale, a američki razarač je prije napada na Pearl Harbour uništio jednu od njih dubinskim bombama i svojim 127 milimetarskim topovima.

## Vanjske poveznice
Sestrinski projekti
|  | Zajednički poslužitelj ima još gradiva o temi Napad na Pearl Harbor |